# Жан Фурастьє
Жан Фурастьє́ (фр. Jean Fourastié; нар. 15 квітня 1907, Сен-Бенен-д'Азі, Франція — пом. 25 липня 1990, Дуе́ль (фр. Douelle), Франція) — французький економіст та соціолог, представник технологічних теорій. Його роботи присвячені розгляду соціальних наслідків технічного та наукового розвитку, проблемам рівня життя та їх прогнозування.

## Біографія
Фурастьє здобув початкову й середню освіту з 1914 по 1925 роки в приватному католицькому коледжі Жуйї. В 1930 році Фурастьє закінчує Центральну школу Парижа, а в 1933 році отримує ступінь від Інституту політичних досліджень, де працює професором до 1978 року. У 1936 році отримує ступінь доктора юридичних наук. З 1941 року професор Національної консерваторії мистецтв та ремесел, професор Вищої школи практичних досліджень, з 1945 року професор інституту політичних досліджень, з 1949 року керівник кафедри політичної економії в Сорбонні.
Після війни, а точніше з 1945 року, розпочинає свою кар'єру в уряді Франції, як радник з економіки під керівництвом прем'єр-міністра Франції, з сильною ліберальною, проєвропейською позицією.
З 1954 по 1957 він очолював групу Європейської спільноти з вугілля та сталі з дослідження умов та наслідки технічного прогресу в металургії. У 1957 році він був призначений експертом в Організації Об'єднаних Націй для мексиканського уряду та Економічної комісії в Латинській Америці.
З 1960 року очолює кафедру економіки та організації в Національной консерваторії мистецтв та ремесел.

## Основні ідеї
Творець теорії індустріального суспільства. Розвивав ідеї технологічного детермінізму.
Прагне розробити «науково-технічний» гуманізм, що пердбачає подолання традиційної теоретичної моралі й приводить її в відповідність до наукової, технічної реальності сьогоднішнього дня. Концепція Фурастьє поєднує технократичні ідеї та варіанти концепції «постіндустріального суспільства».

Фурастьє характеризується утилітаристським підходом в трактуванні наукових цілей. Розвиток техніки він розглядає як самодостатній процес, який не залежить від суспільних відношень.
Фурастьє вважає, що науково-технічний прогрес, який піднявся до статусу «великої надії 20 ст.», утворює альтернативу марксистському положенню про неминучість класової боротьби, яка може знищити капіталізм як суспільно-економічну формацію.
Його віра в глобальний соціальний прогрес людства засновувалась на оптимістичній оцінці великих можливостей, які давала людині техніка та наука. Фурастьє підкреслював другорядну роль політичних, юридичних, моральних факторів та провідні значення техніки як фактори прогресу.
За Фурастьє, елементи, з яких складається соціальне положення народу — це спочатку рівень життя, а потім вже спосіб життя.
Фурастьє намагався розробити своєрідний «науково-технологічний гуманізм», який передбачав подолання традиційної теоретичної моралі й приведення її до відповідністі з науковою, технічною реальністю сьогодення. Концепція Фурастьє поєднує технократичні ідеї й варіанти концепції «постіндустріального суспільства».

## Теорія трьох секторів економіки
Фурастьє розглядає три економічні сфери:
- первинна сфера (сільське господарство, добувна промисловість);
- вторинна сфера (обробна промисловість);
- третинна сфера (сфера послуг).

В залежності із ролями цих сфер Фурастьє виділяє первинну, вторинну і третинну цивілізації, які на його думку, представляють три фази прогресивного розвидку людства. Сьогодні наступає нова фаза — «наукова».

## Публікації
- Le Contrôle de l'État sur les sociétés d'assurances. Paris, Faculté de Droit, 1937, 275 p.
- Le Nouveau Régime juridique et technique de l'assurance en France. Paris, L'Argus, 1941, 282 p.
- La Comptabilité. Paris, Presses Universitaires de France, 1943, 128 p. Coll. Que sais-je?
- Comptabilité générale conforme au plan comptable général. Paris, Librairie générale de droit et de jurisprudence, 1944, 271 p.
- L'Économie française dans le monde, avec la collaboratioun de Henri Montet. Paris, Presses universitaires de France, 1945, 136 p., Coll. Que sais-je ? n° 191
- Les Assurances au point de vue économique et social. Paris, Payot, 1946, 132 p. (Bibliothèque économique).
- Esquisse d'une théorie générale de l'évolution économique contemporaine, Paris, Presses Universitaires de France, 1947, 32 p.
- Note sur la philosophie des sciences, Paris, Presses Universitaires de France, 1948, 36 p.
- Le Grand Espoir du XXe siècle. Progrès technique, progrès économique, progrès social. Paris, Presses Universitaires de France, 1949, 224 p. — Réed 1989 collection Tel Gallimard
- La Civilisation de 1960. Paris, Presses universitaires de France, 1947. 120 p. (Coll. Que sais-je ? n° 279). Ed. remaniée en 1953 sous le titre : La Civilisation de 1975, en 1974, sous le titre : La Civilisation de 1995 et en 1982 sous le titre : La Civilisation de 2001. 11e éd. : 1982.
- Le progrès technique et l'évolution économique, Institut d'Études Politiques de Paris, Paris, les cours de Droit (deux fascicules), 1951—52, 249 p.
- Machinisme et bien-être. Paris, Ed. de Minuit, 1951, 256 p. (Coll. l'Homme et la machine, dirigée par Georges Friedmann, n° 1)
- La Productivité Paris, Presses universitaires de France, 1952, 120 p. (Coll. Que sais-je ? n° 557). (11e éd. : 1987)
- La prévision économique et la direction des entreprises. Paris, Presses universitaires de France, 1955, 152 p.
- Productivité, prix et salaires, Paris, O.E.C.E., 1957, 115 p.
- Pourquoi nous travaillons. Paris, Presses universitaires de France, 1959, 128 p. (Coll. Que sais-je ? n° 818). (8e éd. : 1984). (Traduit en espagnol, japonais, allemand, portugais, grec).
- La Grande Métamorphose du XXe siècle. Essais sur quelques problèmes de l'humanité d'aujourd'hui. Paris, Presses universitaires de France, 1961, 224 p.
- La Planification économique en France, avec la collaboration de Jean-Paul Courthéoux. Paris, Presses universitaires de France, 1963, 208 p. (Coll. L'organisateur)
- Les Conditions de l'esprit scientifique. Paris, Gallimard, 1966, 256 p. (Coll. Idées n° 96).
- Les 40 000 heures. Paris, Gonthier-Laffont, 1965. 247 p. (Coll. Inventaire de l'avenir n°1).
- Essais de morale prospective. Paris, Gonthier ; 1966, 200 p.
- Lettre ouverte à quatre milliards d'hommes. Paris, A. Michel, 1970, 167 p. (Coll. Lettre ouverte)
- Prévision, futurologie, prospective, Cours de l'Institut d'Études Politiques de Paris. 1973-74. Paris, Les cours de droit, 1974, 113 p. (ronéoté).
- L'Église a-t-elle trahi ? Dialogue entre Jean Fourastié et René Laurentin. Paris, Beauchesne, 1974, 192 p.
- Pouvoir d'achat, prix et salaires, avec la collaboration de Jacqueline Fourastié. Paris, Gallimard, 1977, 223 p. (Coll. Idées n° 374).
- La réalité économique. Vers la révision des idées dominantes en France, avec la collaboration de Jacqueline Fourastié, Paris, R. Laffont, 1978, 365 p. (Réédité en 1986, Paris, Hachette, 423 p. Coll. Pluriel n° 8488).
- Les Trente Glorieuses, ou la révolution invisible de 1946 à 1975, Paris, Fayard, 1979, 300 p. (Rééd Hachette Pluriel n° 8363).
- Ce que je crois, Paris, Grasset, 1981
- Le Rire, suite, Paris, Denoël-Gonthier, 1983
- Pourquoi les prix baissent, avec la collaboration de Béatrice Bazil, Paris, Hachette, 1984, 320 p. (Coll. Pluriel n° 8390)